# Mosenergo
Mosenergo (también conocida como TGK-3;) es la mayor compañía rusa generadora de electricidad operando con combustibles fósiles y la mayor compañía de generación térmica del mundo. Además de electricidad también genera y comercializa calefacción para consumidores en Moscú y el óblast de Moscú. La compañía fue fundada en 1887 en Moscú.
Las plantas eléctricas de Mosenergo tienen una capacidad instalada de electricidad de 11.100 MW y una capacidad térmica de 39.900 MW. Mosenergo opera 17 plantas eléctrica con 104 turbinas de cogeneración, 7 unidades de turbinas a gas, una unidad de ciclo combinado, dos unidades de generación por expansión, 117 calderas eléctricas, y 114 calderas de carga máxima.
Mosenergo es una subsidiaria de Gazprom. Sus acciones están listadas en las bolsa de Moscú y en la bolsa de Londres. Incluso después de la segregación de sus activos por parámetros de producción y financieros la compañía permanece como una de las más importantes en la industria eléctrica de Rusia. 